# Hygropoda dolomedes
Hygropoda dolomedes là một loài nhện trong họ Pisauridae.
Loài này thuộc chi Hygropoda. Hygropoda dolomedes được Carl Ludwig Doleschall miêu tả năm 1859.